# I Go to Sleep
I Go to Sleep è un brano musicale del 1965 scritto da Ray Davies e pubblicato per la prima volta dal gruppo musicale The Applejacks.

## Altre versioni e cover
Una versione demo della canzone è inclusa nelle riedizioni del 1998 e del 2004 dell'album Kinda Kinks dei the Kinks, originariamente uscito nel 1965.
Un'altra versione della canzone è stata eseguita dalla cantante Cher nel suo album di debutto All I Really Want to Do (1965).
La cantante jazz Peggy Lee ha inciso il brano nell'album del 1965 Then Was Then - Now Is Now!.
Il brano è stato inciso come cover e pubblicato singolo dal gruppo musicale The Pretenders nel 1981, quale brano estratto dall'album Pretenders II.
La cantante australiana Sia nel 2008 ha pubblicato l'album Some People Have Real Problems, in cui è presente una sua cover.
Il brano è stato inciso dai Rasputina nella loro raccolta Great American Gingerbread: Rasputina Rarities & Neglected Items, uscita nel 2011.
Altre versioni della canzone sono quelle di Lesley Duncan (1966), Marion Maerz (1967), Samantha Jones (1970), Julie Pietri (1982), Anika (2010), Camilla Kerslake (2011) e Princess Chelsea (2012).

## Apparizioni nei media
La versione dei The Pretenders di I Go to Sleep è presente nella colonna sonora del film italiano Romanzo criminale (2005) e in quella del film britannico Sweet Sixteen (2002).